# 黑嘴鳳凰螺
黑嘴鳳凰螺（学名：Strombus urceus）为鳳凰螺科鳳凰螺屬下的一个种。